# Наконечний Ігор Олександрович
І́гор Олекса́ндрович Наконе́чний (3 липня 1988 — 8 лютого 2019) — старший солдат Збройних сил України, учасник російсько-української війни.

## Життєпис
Народився 1988 року в селі Геніївка (Зміївський район, Харківська область; також вказується Шелудьківка). Мешкав у смт Андріївка Волноваського району Донецької області. 2013 року здобув спеціальність токаря у Темнівському навчальному центрі № 100.
Протягом 2015—2016 років служив у 54-й бригаді, по тому — у 72-й. Згодом — у 28-й бригаді, в 93-й — з 29 січня 2018 року; старший солдат, навідник бойової машини. Воював за Золоте, Шахти, Широкине, Волноваський район, Авдіївку.
8 лютого 2019 року загинув у бою від кульового поранення в голову на бойовому чергуванні в районі Авдіївської промзони — під час обстрілу позиції відкрив вогонь у відповідь з кулемета, прикривши побратимів; цим надав їм можливість вступити у бій.
12 лютого 2019-го похований в селищі Бахчовик Волноваського району.
Без Ігоря лишилися мама, сестри, дружина Людмила та дві доньки.

## Нагороди та вшанування
- Указом Президента України № 469/2019 від 27 червня 2019 року «за особисту мужність і самовіддані дії, виявлені у захисті державного суверенітету та територіальної цілісності України, зразкового виконання військового обов'язку» — нагороджений орденом «За мужність» III ступеня (посмертно)[3].
- нагороджений відзнакою «Знак пошани» МО України.